# Vestre Slidre
Vestre Slidre è un comune norvegese della contea di Innlandet.